# Oca de Hutchins
L'oca de Hutchins (Branta hutchinsii) és una espècie d'ocell de la família dels anàtids (Anatidae) que cria en zones humides des de les illes Aleutianes i Alaska, pel nord del Canadà fins a Groenlàndia. Passa l'hivern a una zona que ocupa la majoria de les dues terceres parts occidentals dels Estats Units, a més de l'extrem nord de les zones costaneres atlàntiques i pacífiques de Mèxic. Les diferents races que formen aquesta espècie, eren incloses a Branta canadensis.